# 24-es busz (Dunaújváros)
A dunaújvárosi 24-es jelzésű autóbusz a Ruhagyár - Óváros - Szórád Márton út - Autóbusz-állomás - Vasmű út - Római körút - Óváros - Ruhagyár útvonalon közlekedik körjáratként. A járatot a Volánbusz üzemelteti.

## Közlekedése
Mindennap közlekedik, kb. óránként, csúcsidőszakban 30 percenként. Egyes járatok július 1-től augusztus 31-ig az Ifjúság-sziget bejárati út - Ifjúság-sziget bejárati út között közlekednek.

## Útvonala
| Ruhagyár → Óváros → Szórád Márton út → Autóbusz-állomás → Vasmű út → Római körút → Óváros → Ruhagyár |
| --- |
| Ruhagyár – Ruhagyári út – Szigeti út – Magyar út – Aranyvölgyi út – Szórád Márton út – Építők útja – Vasmű út – Apáczai Csere János út – Martinovics Ignác utca – Római körút – Apáczai Csere János út – Aranyvölgyi út – Magyar út – Szigeti út – Ruhagyári út – Ruhagyár |

## Megállóhelyei
| 0  | Ruhagyár                       |                                                                 | Szalki-sziget, Dunaújvárosi Kikötő |
| 1  | Ifjúságsziget, bejárati út     |                                                                 | Szalki-sziget, Strand, Camping |
| 3  | Százlábú híd                   | 25, 28, 29                                                      | Ortodox templom |
| 4  | Szórád Márton Általános Iskola | 22, 25, 28, 29                                                  | Szentháromság templom, Görögkatolikus Kápolna, Református templom, Szórád Márton Általános Iskola |
| 5  | Magyar utca                    | 20, 22, 23, 25, 28, 29, 35                                      | Mondbach-kúria és gőzmalom, Katica Óvoda |
| 7  | Baracsi út                     | 11, 20, 22, 23, 25, 27, 29, 32, 33, 35                          | Móra Ferenc Általános Iskola és Egységes Gyógypedgógiai Módszertani Intézmény, Rendőrkapitányság, Park Center |
| 10 | Szórád Márton út 44.           | 2, 4, 8, 11, 20, 22, 23, 25, 27, 29, 33, 35, 44                 | Dózsa György Általános Iskola, Margaréta Tagóvoda, Krisztus Király templom, Bánki Donát Gimnázium és Szakközépiskola |
| 12 | Szórád Márton út 20.           | 2, 4, 8, 11, 18, 20, 22, 23, 25, 27, 29, 32, 33, 35, 40, 44, 45 | Dunaújváros Áruház, Dunaújvárosi Egyetem, Széchenyi István Gimnázium és Kollégium, Dunaújvárosi SZC Kereskedelmi és Vendéglátóipari Szakgimnáziuma és Szakközépiskolája, Csillagvirág Óvoda                                                     |
| 14 | Autóbusz-állomás               | 2, 4, 8, 11, 18, 20, 22, 23, 25, 27, 29, 32, 33, 35, 40, 44, 45 | Helyközi autóbusz-állomás, Fabó Éva Sportuszoda, Aquantis Wellness- és Gyógyászati Központ, Vásárcsarnok, Dunaújvárosi Egyetem, Vasvári Pál Általános Iskola                                                                                    |
| 16 | Ady Endre utca                 | 2, 3, 8, 11, 18, 20, 22, 23, 25, 29, 32, 33, 35, 40, 45         | Dunaújvárosi Víz-, Csatorna- Hőszolgáltató Kft., Stadion |
| 17 | Dózsa Mozi                     | 2, 3, 8, 11, 18, 20, 22, 23, 25, 29, 32, 33, 35, 40, 45         | Városháza, Kormányablak, Szent Pantaleon Kórház, Rendelőintézet, Intercisa Múzeum, Dózsa Mozicentrum, Móricz Zsigmond Általános Iskola, Nemzeti Adó- és Vámhivatal                                                                              |
| 19 | Liszt Ferenc kert              | 2, 3, 8, 11, 18, 20, 22, 23, 25, 29, 32, 33, 35, 40, 45         | József Attila Könyvtár, Munkásművelődési Központ, Dunaferr Szakközép- és Szakiskola Villamos Tagiskola, Petőfi Sándor Általános Iskola |
| 20 | Közgazdasági Szakközépiskola   | 3, 11, 18, 33, 35, 40, 45                                       | Gárdonyi Géza Általános Iskola, Dunaújvárosi SZC Rudas Közgazdasági Szakgimnáziuma és Kollégiuma, Intercisa, római kori katonaváros, kőtár és romkert, Móra Ferenc Általános Iskola és Egységes Gyógypedgógiai Módszertani Intézmény, Víztorony |
| 21 | Domanovszky tér                | 3, 11, 18, 33, 35, 40, 45                                       | Móra Ferenc Általános Iskola és Egységes Gyógypedgógiai Módszertani Intézmény |
| 23 | Baracsi út                     | 11, 20, 22, 23, 25, 27, 29, 32, 33, 35                          | Móra Ferenc Általános Iskola és Egységes Gyógypedgógiai Módszertani Intézmény, Rendőrkapitányság, Park Center |
| 25 | Magyar utca                    | 20, 22, 23, 25, 28, 29, 35                                      | Mondbach-kúria és gőzmalom, Katica Óvoda |
| 26 | Szórád Márton Általános Iskola | 22, 25, 28, 29                                                  | Szentháromság templom, Görögkatolikus Kápolna, Református templom, Szórád Márton Általános Iskola |
| 27 | Százlábú híd                   | 25, 28, 29                                                      | Ortodox templom |
| 29 | Ifjúságsziget, bejárati út     |                                                                 | Szalki-sziget, Strand, Camping |
| 30 | Ruhagyár                       |                                                                 | Szalki-sziget, Dunaújvárosi Kikötő |